# Jacques Frenken

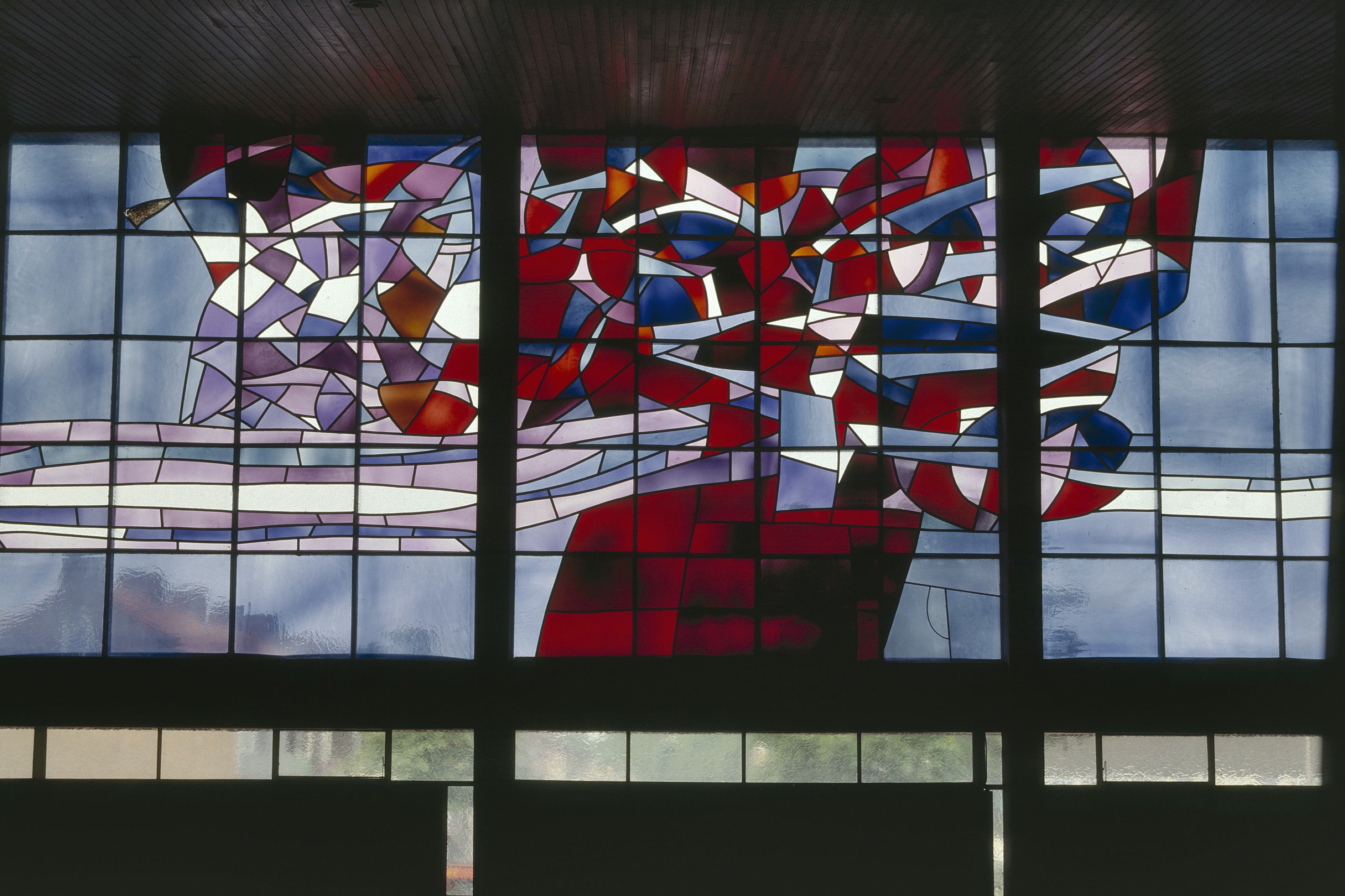
voormalige Vliedbergkerk, Vlijmen (1962)

Jacques Anton Charles Frenken ('s-Hertogenbosch, 10 maart 1929 – aldaar, 2 augustus 2022) was een Nederlandse beeldhouwer, glazenier, monumentaal kunstenaar, schilder en tekenaar.

## Leven en werk
Frenken groeide op in Vught en kwam uit een artistieke familie, hij was een broer van de schilders Ton (1930-2004), Maarten (1935) en Jan Frenken (1941). Hij wilde naar het conservatorium, maar omdat zijn moeder daarop tegen was bezocht hij de Rijksakademie van beeldende kunsten in Amsterdam. Hij volgde lessen bij Heinrich Campendonk (monumentale kunst), Jan Wiegers (schilderkunst) en Gé Röling (tekenen).
Hij maakte onder meer glas-in-loodramen voor diverse kerken met veel rood en zwart, waarbij hij het uitbeelden van Bijbelse thema's vermeed. De beglazing van de Sint-Norbertuskerk in Horst (1963), waarin hij Bijbelteksten verwerkte, wordt gezien als een hoogtepunt in zijn glasoeuvre. Naast ramen maakte hij onder meer popart assemblages met heiligenbeelden. De VPRO maakte hierover in 1967 de film Renaissance van de Santekraam. Het werk leidde tot veel commotie en Frenken werd voor antichrist uitgemaakt. Later werden zijn beelden opgenomen in de collecties van het Museum Catharijneconvent, het Noordbrabants Museum en het Museum voor Religieuze Kunst.
Frenken ontving de Koninklijke Subsidie voor Vrije Schilderkunst (1956), de Thérèse van Duyl-Schwartzeprijs (1957), de Prix de Rome (1959) voor schilderkunst en de Culturele Prijs van de provincie Noord-Brabant (1962). Hij was tekenleraar aan de hbs in Boxmeer (1960-1962). Hij werd later docent aan de Koninklijke Academie voor Kunst en Vormgeving in 's-Hertogenbosch (1970-1992). In 1979 kocht hij zijn huis en atelier op Hinthamereinde 47, ’s-Hertogenbosch.
In zijn recenter werk liet Frenken zich inspireren door muziek.
Jacques Frenken overleed op 2 augustus 2022 op 93-jarige leeftijd.

## Werken (selectie)
- glas-in-loodramen (1956) en een raam n.a.v. het zonnelied van Franciscus (1961) voor de Mariënhof in Vught
- Franciscusvenster (1957) voor de Antonius van Paduakerk in Werkendam (herplaatst in de Sint-Josef Werkmankerk in Sleeuwijk)
- ramen met boommotieven (1962) voor de Vliedbergkerk in Vlijmen
- glas in lood (1962) voor de Verrijzeniskerk in Hilversum
- glas in lood (1963) voor de Sint-Norbertuskerk in Horst